# John Cotton
John Farrow Cotton, född den 30 oktober 1970 i Houston i Texas, är en amerikansk före detta professionell basebollspelare som spelade 13 säsonger i Minor League Baseball (MiLB) 1989–2001 och två säsonger i ligor utanför MiLB (independent leagues) 2002–2003. Cotton spelade på alla positioner utom pitcher.
Cotton tog guld för USA vid olympiska sommarspelen 2000 i Sydney.

## Karriär
Cotton draftades av Cleveland Indians 1989 som 255:e spelare totalt och redan samma år gjorde han proffsdebut i Indians farmarklubbssystem. Där blev han kvar till och med 1993, men nådde som högst nivån A-Advanced.
1994–1995 spelade han i San Diego Padres farmarklubbssystem, där han nådde nivån AA. Året efter spelade han i Detroit Tigers system, och nådde för första gången den högsta nivån AAA. 1997 spelade han i Chicago White Sox system och året efter det i Chicago Cubs system. Därefter spelade han två säsonger i Colorado Rockies system, och det var under det andra av dessa år som han var med i OS i Sydney. Under OS spelade han designated hitter och hade ett slaggenomsnitt på 0,185, inga homeruns och sex RBI:s (inslagna poäng) på åtta matcher.
2001 var Cottons sista i MiLB och då spelade han i tre olika klubbars system: Pittsburgh Pirates, Los Angeles Dodgers och Montreal Expos.
Cotton avslutade karriären med två säsonger i oberoende proffsligor 2002–2003.
Sammanlagt spelade Cotton under sin proffskarriär 1 530 matcher med ett slaggenomsnitt på 0,256, 190 homeruns och 764 RBI:s. Han fick dock aldrig spela en enda match i Major League Baseball (MLB).